# Луїс Дієго Лопес
Луїс Дієго Лопес (ісп. Diego Luis López, нар. 22 серпня 1974, Монтевідео) — уругвайський футболіст, що грав на позиції захисника. По завершенні ігрової кар'єри — тренер. З 2018 року очолює тренерський штаб команди «Пеньяроль».
Виступав, зокрема, за клуби «Расінг» та «Кальярі», а також національну збірну Уругваю. У складі збірної — володар Кубка Америки.

## Клубна кар'єра
У дорослому футболі дебютував 1994 року виступами за команду клубу «Рівер Плейт» (Монтевідео), в якій провів два сезони, взявши участь у 37 матчах чемпіонату.
Протягом 1996—1998 років захищав кольори іспанського клубу «Расінг».
1998 року перейшов до клубу «Кальярі», за який відіграв 12 сезонів. Більшість часу, проведеного у складі «Кальярі», був основним гравцем захисту команди. Завершив професійну кар'єру футболіста виступами за команду «Кальярі» у 2010 році.

## Виступи за збірні
1993 року залучався до складу молодіжної збірної Уругваю.
19 жовтня 1994 року дебютував в офіційних іграх у складі національної збірної Уругваю в гостьовому товариському матчі проти збірної Перу, вийшовши в основному складі. У наступному році він був включений до складу збірної на домашній Кубок Америки, де зіграв лише в першому матчі групового етапу, вийшовши на заміну на 71-й хвилині поєдинку з Венесуелою, втім став разом з командою переможцем турніру.
Згодом у складі збірної був учасником Кубка конфедерацій 1997 року у Саудівській Аравії, провівши всі 5 матчів своєї команди, з якою зайняв четверте місце.
На Кубку Америки 1999 року у Парагваї у першому матчі групового етапу проти колумбійців Лопес був капітаном, але на 67-й хвилині був вилучений з поля. Всього на тому турнірі зіграв у двох іграх, а його команда стала фіналістом турніру.
Всього протягом кар'єри у національній команді, яка тривала 12 років, провів у формі головної команди країни 39 матчів
.

## Кар'єра тренера
По завершенні кар'єри гравця залишився у структурі «Кальярі», з липня по жовтень 2012 року Луїс Лопес тренував молодіжну команду клубу. Під його керівництвом вона розгромила з рахунком 5:0 своїх однолітків із «Ювентуса». 2 жовтня 2012 року він був призначений помічником головного тренера «Кальярі» Іво Пульги.
Перед сезоном 2013/14 Луїс Лопес був призначений новим головним тренером «Кальярі», а Іво Пульга став його помічником. Втім вже 7 квітня він був звільнений з цієї посади, на якій знову опинився Пульга.
1 липня 2014 року Лопес розірвав договір, що зв'язує його з «Кальярі», щоб очолити « Болонью», яка вилетіла в Серію Б Він залишив посаду головного тренера «Болоньї» після 39-го туру Серії Б 2014/15, команда в цей час займала четверту сходинку в таблиці з 16 перемогами, 15 нічиїми, 8 поразками і 63 очками в активі.
26 січня 2017 року Луїс Лопес уклав контракт строком до кінця 2018 року з клубом Серії А «Палермо», ставши уже четвертим наставником сицилійців за сезон 2016/17. 29 січня команда провела перший матч під його керівництвом, зумівши домогтися гостьової нічиєї (1:1) з «Наполі». 5 лютого «Палермо» здобув першу домашню перемогу в чемпіонаті, здолавши з мінімальним рахунком «Кротоні» 11 квітня 2017 року Лопес був звільнений.
18 жовтня 2017 року призначений головним тренером «Кальярі». Контракт підписаний до 30 червня 2019 року, але вже наприкінці сезону 2017/18 покинув клуб за обопільною згодою.
На початку червня 2018 року Лопес повернувся на батьківщину, очоливши «Пеньяроль».
| Дата       | Місто            | Господарі | Результат               | Гості         | Турнір                          | Голи | Примітки |
| ---------- | ---------------- | --------- | ----------------------- | ------------- | ------------------------------- | ---- | -------- |
| 19-10-1994 | Ліма             | Перу      | 0 – 1                   | Уругвай       | Coppa Parra del Riego           | -    |          |
| 22-3-1995  | Медельїн         | Колумбія  | 2 – 1                   | Уругвай       | товариський матч                | -    |          |
| 25-3-1995  | Даллас           | США       | 2 – 2                   | Уругвай       | товариський матч                | -    |          |
| 29-3-1995  | Нант             | Англія    | 0 – 0                   | Уругвай       | товариський матч                | -    |          |
| 5-4-1995   | Монтевідео       | Уругвай   | 1 – 0                   | Перу          | товариський матч                | -    |          |
| 25-6-1995  | Пайсанду         | Уругвай   | 7 – 0                   | Нова Зеландія | товариський матч                | -    |          |
| 5-7-1995   | Монтевідео       | Уругвай   | 4 – 1                   | Венесуела     | Копа Америка 1995 - 1-й етап    | -    | 71'      |
| 20-9-1995  | Єрусалим         | Ізраїль   | 3 – 1                   | Уругвай       | товариський матч                | -    | 85'      |
| 17-7-1996  | Пекін            | Чилі      | 0 – 1                   | Уругвай       | товариський матч                | -    | 86'      |
| 10-9-1997  | Ліма             | Перу      | 2 – 1                   | Уругвай       | Відбір до ЧС 1998               | -    |          |
| 13-12-1997 | Ер-Ріяд          | ОАЕ       | 0 – 2                   | Уругвай       | Кубок Конфедерацій              | -    |          |
| 15-12-1997 | Ер-Ріяд          | Чехія     | 1 – 2                   | Уругвай       | Кубок Конфедерацій              | -    |          |
| 17-12-1997 | Ер-Ріяд          | Уругвай   | 4 – 3                   | ПАР           | Кубок Конфедерацій              | -    |          |
| 19-12-1997 | Ер-Ріяд          | Австралія | 1 – 0 д.ч.              | Уругвай       | Кубок Конфедерацій              | -    |          |
| 21-12-1997 | Ер-Ріяд          | Чехія     | 1 – 0                   | Уругвай       | Кубок Конфедерацій              | -    |          |
| 24-5-1998  | Сантьяго         | Чилі      | 2 – 2                   | Уругвай       | товариський матч                | -    |          |
| 17-6-1999  | Сьюдад-дель-Есте | Уругвай   | 3 – 2                   | Парагвай      | товариський матч                | -    | кап.     |
| 1-7-1999   | Асунсьйон        | Уругвай   | 0 – 1                   | Колумбія      | Копа Америка 1999 - 1-й етап    | -    | кап. 67' |
| 10-7-1999  | Асунсьйон        | Парагвай  | 1 – 1 д.ч. (3 – 5 п.п.) | Уругвай       | Копа Америка 1999 - чвертьфінал | -    | 89'      |
| 8-9-1999   | Монтевідео       | Уругвай   | 2 – 0                   | Венесуела     | товариський матч                | -    |          |
| 12-10-1999 | Монтевідео       | Уругвай   | 0 – 0                   | Еквадор       | товариський матч                | -    |          |
| 17-11-1999 | Мальдонадо       | Уругвай   | 0 – 1                   | Парагвай      | товариський матч                | -    |          |
| 29-3-2000  | Монтевідео       | Уругвай   | 1 – 0                   | Болівія       | Відбір до ЧС 2002               | -    |          |
| 16-7-2003  | Ла-Плата (місто) | Аргентина | 2 – 2                   | Уругвай       | товариський матч                | -    | 74'      |
| 20-8-2003  | Флоренція        | Аргентина | 3 – 2                   | Уругвай       | товариський матч                | -    |          |
| 7-9-2003   | Монтевідео       | Уругвай   | 5 – 0                   | Болівія       | Відбір до ЧС 2006               | -    | 79'      |
| 15-11-2003 | Монтевідео       | Уругвай   | 2 – 1                   | Чилі          | Відбір до ЧС 2006               | -    |          |
| 19-11-2003 | Куритиба         | Бразилія  | 3 – 3                   | Уругвай       | Відбір до ЧС 2006               | -    |          |
| 31-3-2004  | Монтевідео       | Уругвай   | 0 – 3                   | Венесуела     | Відбір до ЧС 2006               | -    | 25', 75' |
| 17-11-2004 | Монтевідео       | Уругвай   | 1 – 0                   | Парагвай      | Відбір до ЧС 2006               | -    |          |
| 26-3-2005  | Сантьяго         | Чилі      | 1 – 1                   | Уругвай       | Відбір до ЧС 2006               | -    | ЖК       |
| 30-3-2005  | Монтевідео       | Уругвай   | 1 – 1                   | Бразилія      | Відбір до ЧС 2006               | -    |          |
| 4-6-2005   | Маракайбо        | Венесуела | 1 – 1                   | Уругвай       | Відбір до ЧС 2006               | -    |          |
| 7-6-2005   | Ліма             | Перу      | 0 – 0                   | Уругвай       | Відбір до ЧС 2006               | -    | 32'      |
| 17-8-2005  | Хіхон            | Іспанія   | 2 – 0                   | Уругвай       | товариський матч                | -    |          |
| 4-9-2005   | Монтевідео       | Уругвай   | 3 – 2                   | Колумбія      | Відбір до ЧС 2006               | -    |          |
| 8-10-2005  | Кіто             | Еквадор   | 0 – 0                   | Уругвай       | Відбір до ЧС 2006               | -    |          |
| 12-10-2005 | Монтевідео       | Уругвай   | 1 – 0                   | Аргентина     | Відбір до ЧС 2006               | -    | 90'      |
| 12-11-2005 | Монтевідео       | Уругвай   | 1 – 0                   | Австралія     | Відбір до ЧС 2006               | -    | 63'      |
| Усього     |                  | Матчів    | 39                      |               | Голів                           | 0    |          |

## Титули і досягнення

### Як гравця
- Володар Кубка Америки: 1995
- Срібний призер Кубка Америки: 1999

### Як тренера
- Чемпіон Уругваю (1):

«Пеньяроль»: 2018